# Королевский династический орден Святых Ольги и Софии
Королевский династический орден Святых Ольги и Софии (греч. Βασιλικό οικογενειακό τάγμα Αγίων Όλγας και Σοφίας) — государственная награда Королевства Греции. Учреждён в январе 1936 года королём Греции Георгом II в память о своих родителях, короле Константине и королеве Софии, и о своих деде и бабке короле Георге I и королеве Ольге, вместе с другой династической наградой — орденом Святых Георга и Константина. Орденом награждались женщины за заслуги перед королевским домом.

## Описание
Орден Святых Ольги и Софии имел пять степеней:
- Большой крест (греч. Μεγαλόσταυρος)
- Великий командор (греч. Ανώτερος Ταξιάρχης)
- Командор (греч. Ταξιάρχης)
- Офицер золотого креста (греч. Χρυσούς Σταυρός)
- Рыцарь серебряного креста (греч. Αργυρούς Σταυρός)

Орден Святых Ольги и Софии имеет знак ордена и звезду ордена. Две старшие степени имеют знак ордена и звезду ордена; три младшие степени — только знак ордена.
Орденская лента ордена Святых Ольги и Софии синяя, муаровая, по краям имеющая узкие полосы, пересечённые синими и белыми чередующимися полосками.

## Знаки ордена
| Большой крест | Большой командорский крест | Командорский крест | Офицерский крест | Рыцарский крест |
| ------------- | -------------------------- | ------------------ | ---------------- | --------------- |
|               |                            |                    |                  |                 |
|               |                            |                    |                  |                 |